# Kanton Collonges
Der Kanton Collonges war bis 2015 ein französischer Wahlkreis im Département Ain in der Region Rhône-Alpes. Er umfasste zehn Gemeinden im Arrondissement Gex; Hauptort war Collonges.

## Einwohner
| Bevölkerungsentwicklung | Bevölkerungsentwicklung |
| Jahr                    | Einwohner               |
| ----------------------- | ----------------------- |
| 1962                    | 5124                    |
| 1968                    | 5639                    |
| 1975                    | 6365                    |
| 1982                    | 6580                    |
| 1990                    | 7411                    |
| 1999                    | 8431                    |
| 2006                    | 9459                    |
| 2011                    | 11.319                  |

## Gemeinden
Die folgenden Gemeinden gehörten zum Kanton:
| Gemeinde               | Einwohner Jahr | Fläche km² | Bevölkerungsdichte | Code INSEE | Postleitzahl |
| ---------------------- | -------------- | ---------- | ------------------ | ---------- | ------------ |
| Challex                | 1.385 (2013)   | 8,67       | 160 Einw./km²      | 01078      | 01630        |
| Chézery-Forens         | 461 (2013)     | 46,57      | 10 Einw./km²       | 01104      | 01410        |
| Collonges              | 2.104 (2013)   | 16,25      | 129 Einw./km²      | 01109      | 01550        |
| Confort                | 556 (2013)     | 11,66      | 48 Einw./km²       | 01114      | 01200        |
| Farges                 | 946 (2013)     | 14,28      | 66 Einw./km²       | 01158      | 01550        |
| Lancrans               | 1.030 (2013)   | 9,66       | 107 Einw./km²      | 01205      | 01200        |
| Léaz                   | 650 (2013)     | 11,40      | 57 Einw./km²       | 01209      | 01200        |
| Péron                  | 2.437 (2013)   | 26,01      | 94 Einw./km²       | 01288      | 01630        |
| Pougny                 | 815 (2013)     | 7,77       | 105 Einw./km²      | 01308      | 01550        |
| Saint-Jean-de-Gonville | 1.547 (2013)   | 12,36      | 125 Einw./km²      | 01360      | 01630        |

## Politik
| Vertreter im conseil général des Départements | Vertreter im conseil général des Départements | Vertreter im conseil général des Départements |
| Amtszeit                                      | Name                                          | Partei                                        |
| --------------------------------------------- | --------------------------------------------- | --------------------------------------------- |
| 2001–2015                                     | Daniel Juliet                                 | DVD                                           |